# Municipio de Clay (condado de Ottawa)
El municipio de Clay (en inglés: Clay Township) es un municipio ubicado en el condado de Ottawa en el estado estadounidense de Ohio. En el año 2010 tenía una población de 5058 habitantes y una densidad poblacional de 74,94 personas por km².

## Geografía
El municipio de Clay se encuentra ubicado en las coordenadas 41°31′40″N 83°21′20″O / 41.52778, -83.35556. Según la Oficina del Censo de los Estados Unidos, el municipio tiene una superficie total de 67.49 km², de la cual 67.43 km² corresponden a tierra firme y (0.09%) 0.06 km² es agua.

## Demografía
Según el censo de 2010, había 5058 personas residiendo en el municipio de Clay. La densidad de población era de 74,94 hab./km². De los 5058 habitantes, el municipio de Clay estaba compuesto por el 95.95% blancos, el 0.22% eran afroamericanos, el 0.24% eran amerindios, el 0.38% eran asiáticos, el 0.04% eran isleños del Pacífico, el 1.92% eran de otras razas y el 1.27% pertenecían a dos o más razas. Del total de la población el 6.15% eran hispanos o latinos de cualquier raza.